# Barbotine (boisson)
Pour les articles homonymes, voir Barbotine.

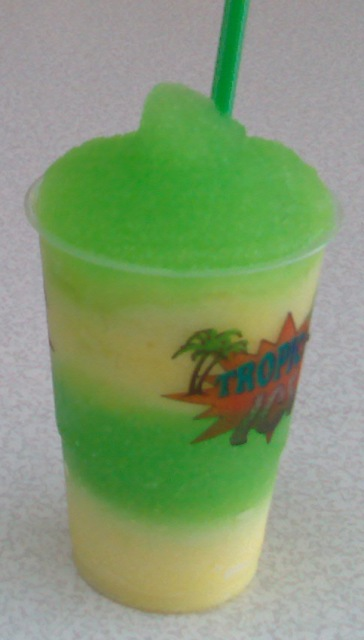
Un gobelet de barbotine.

La barbotine est un type de boisson désaltérante très populaire au Canada et aux États-Unis. Cette boisson peut être comparée au granité, mais elle est plus consistante.

## Description
La barbotine est principalement composée d'eau sous forme de glace malaxée qui rend la boisson granuleuse, de colorants, de sirop aromatisé ou de jus, ainsi que de sucre. Le sucre est utilisé afin d'abaisser le point de congélation du liquide choisi, afin de garder le liquide granulaire et très froid. Tout dépendant du mélange choisi, elle contient autant de calories et de sucre qu'une boisson gazeuse. Une barbotine salée pourrait exister, car le sel abaisse aussi le point de congélation du liquide, mais ce serait moins rafraichissant.
La barbotine est servie en gobelet et consommée avec une paille.

## Étymologie
Le terme « barbotine » a été emprunté à la terminologie de la céramique par l'Office québécois de la langue française en 1984, pour combler une lacune linguistique et traduire le mot anglais slush. Au Québec, l'usage de l'anglicisme sloche (de slush — névasse, « neige sale et fondante ») est très populaire.
En français d'Europe, le terme « granité » domine, même si celui-ci désigne également un mets rafraîchissant typique de la Sicile, moins liquide et s'apparentant à un sorbet granuleux.